# Staw pierścienno-tarczowy

Krtań człowieka. Staw pierścienno-tarczowy podpisany cricothyroid joint (widoczne więzadło rogowo-pierścienne).

Staw pierścienno-tarczowy (łac. articulatio cricothyroidea) – w anatomii człowieka staw łączący chrząstkę pierścieniowatą i chrząstkę tarczowatą. Ma budowę stawu kulistego, w którym panewka leży na bocznym brzegu płytki chrząstki pierścieniowatej, a główka na wewnętrznej stronie wierzchołka rogu dolnego chrząstki tarczowatej. Do brzegów powierzchni stawowych przyczepia się luźna i cienka torebka stawowa, wzmocniona przez więzadło rogowo-pierścienne (ligamentum ceratocricoideum), dzielone na części przednią, boczną i tylną (wyróżniane czasem jako osobne więzadła rogowo-pierścienne przednie, boczne i tylne – ligamentum ceratocricoideum anterius, laterale i posterius).
Ruchy w stawie pierścienno-tarczowym, przemieszczające względem siebie chrząstkę pierścieniowatą i chrząstkę tarczowatą, oddalają lub zbliżają tym samym także od chrząstki tarczowatej chrząstkę nalewkowatą, połączoną z chrząstką pierścieniowatą. Powoduje to napinanie lub rozluźnianie więzadeł głosowych. Nadmierne ruchy są ograniczane przez silne więzadło pierścienno-tarczowe pośrodkowe, biegnące pionowo w linii pośrodkowej pomiędzy górnym brzegiem chrząstki pierścieniowatej a dolnym brzegiem chrząstki tarczowatej jako wzmocnienie stożka sprężystego.